# 祖赫拉·本薩雷姆
祖赫拉·本薩雷姆（1990年4月4日—）是一名阿爾及利亞排球運動員，曾代表國家參加2012年倫敦奧運的女子排球比賽，並未獲得獎牌。